# Херсонская и Таврическая епархия
Херсонская епархия — епархия Украинской Православной Церкви Московского патриархата с центром в Херсоне. Титул правящего архиерея — Херсонский и Таврический. В современном виде епархия образована решением Священного Синода Украинской православной церкви 11 февраля 1991 года в результате разделения Одесской епархии.

## История
Христианство распространялось в Таврике в первые века нашей эры; было основано несколько епископских кафедр, одной из которых была Херсонесская — в древнем Херсонесе Таврическом (Корсунь).
Указом императрицы Екатерины II от 7 сентября 1775 года Новороссия была объединена в новую Славянскую и Херсонскую епархию с кафедрой в Полтаве; в апреле 1784 года к ней была присоединена территория аннексированного Россией Крымского ханства.
Отдельная Херсонская епархия была учреждена 9 мая 1837 года, будучи выделена из Екатеринославской (бывшей Славянской); кафедра — в Одессе, включала Херсонскую и Таврическую губернии; правящим архиереем был назначен бывший Екатеринославский Гавриил (Розанов). В том же году к новообразованной епархии были приписаны земли между Бугом и Днестром с уездами Одесским, Тираспольским и Ананьевским, находившиеся ранее в ведении Кишиневских архиереев.
16 ноября 1859 года из Херсонской была выделена Таврическая епархия, после чего в ведении последней осталась только Херсонская губерния.
В 1921 году епископ Прокопий (Титов) был назначен епархиальным архиереем с титулом Одесского и Херсонского; в июне 1925 года назначен на новую Херсонскую и Николаевскую кафедру. Кафедра с таким названием существовала также в период между 1944 и 1947 годами; кафедра — в городе Херсоне. В 1947 году епархия была присоединена к Одесской епархии, которая вновь начинает именоваться Херсонской, с кафедрой в Одессе; а 7 октября 1976 года переименовалась в Одесскую. В ведении последней находились Одесская и Херсонская области.
11 февраля 1991 года Херсонская епархия с кафедрой в Херсоне, на территории одноимённой области, восстанавливается как самостоятельная, будучи выделена из состава Одесской.
5 сентября 1996 года в числе местночтимых святых прославлен новомученик архиепископ Херсонский Прокопий (Титов). По случаю торжеств Херсонскую епархию с архипастырским визитом посетил Блаженнейший Митрополит Владимир.
9 августа 2008 года в числе местночтимых святых прославлен архимандрит Варсонофий (Юрченко Василий Григорьевич; умер 17 октября 1954 года). По случаю торжеств Херсонскую епархию с архипастырским визитом посетил предстоятель УПЦ митрополит Владимир (Сабодан).
Решением Синода УПЦ от 14 декабря 2007 года из состава Херсонской епархии выделена Каховская епархия.
Решением Священного Синода УПЦ от 25 марта 2009 года, к лику местночтимых святых Херсонской епархии была причислена блаженная Домника Алешковская (в миру Домна Ивановна Ликвиненко; умерла 10 июня 1967 года.).
К празднику Троицы в 2007 году возобновлён выпуск епархиальной газеты «Православная Таврия». В начале 2007 года создан официальный сайт Херсонской епархии «Православная Херсонщина» (http://pravoslavie.ks.ua.). В 2007 году по благословению архиепископа Херсонского и Таврического Иоанна впервые изданы акафисты Херсонским святителям — архиепископу Херсонскому и Таврическому Иннокентию, в память 150-летия со дня преставления, и священномученику Прокопию, архиепископу Херсонскому, в память 70-летия со дня мученической кончины; в 2008 году — акафист преподобному Варсонофию Херсонскому исповеднику; в 2009 году — акафист блаженной Домнике Алешковской. За период 2007—2009 годы в епархии издано более 30 акафистов (все размещены на сайте епархии).
12 мая 2022 года в епархию был назначен викарий — епископ Вениамин (Величко) с титулом Скадовский.
27 декабря 2023 года Священный синод РПЦ постановил образовать на территории левобережных районов Херсонской области, находящихся под контролем вооружённых сил Российской Федерации, Скадовскую епархию, выделив её из состава Херсонской епархии, с возможностью восстановления единой Херсонской епархии «при изменении внешних условий». Временно управляющим новообразованной епархией назначен епископ Джанкойский и Раздольненский Алексий (Овсянников), чего не признала Украинская православная церковь, заявив 28 декабря, что «в каноническом устройстве этой епархии никаких изменений не произошло. Её правящим архиереем, ответственным за соблюдение канонического устройства, в том числе и на временно неподконтрольных Украине территориях<...>, остаётся митрополит Херсонский и Таврический Иоанн».

## Прежние названия
- с XIX века — Херсонская и Таврическая;
- с 16/28.11.1859 г. до 1926 г. — Херсонская и Одесская;
- с 1927 г. до 1928 г. — Херсонская и Николаевская;
- с 1928 г. до 1944 г. — Херсонская и Одесская;
- с 1944 г. — Херсонская и Николаевская;
- с 1991 г. — Херсонская.

## Епископы
- Гавриил (Розанов) (9 мая 1837 — 1 марта 1848)
- Иннокентий (Борисов) (1 марта 1848 — 26 мая 1857)
- Димитрий (Муретов) (11 июня 1857 — 2 октября 1874)
- Леонтий (Лебединский) (2 октября 1874 — 16 ноября 1875)
- Иоанникий (Горский) (16 ноября 1875 — 1 марта 1877)
- Платон (Городецкий) (25 апреля 1877 — 4 февраля 1882)
- Димитрий (Муретов) (20 февраля 1882 — 14 ноября 1883)
- Никанор (Боровкович) (12 декабря 1883 — 27 декабря 1890)
- Сергий (Ляпидевский) (12 января 1891 — 9 августа 1893)
- Иустин (Охотин) (3 сентября 1893 — 26 марта 1905)
- Димитрий (Ковальницкий) (26 марта 1905 — 3 февраля 1913)
- Назарий (Кириллов) (8 марта 1913 — 28 сентября 1917)
- Платон (Рождественский) (22 февраля 1918—1921)
  - Феодосий (Феодосиев) (1919—1920) в/у, еп. б. Смоленский
  - Алексий (Баженов) (1920 — 26 июня 1921) в/у, еп. Тираспольский
- Прокопий (Титов) (1921—1923) c титулом Одесский и Херсонский
- Прокопий (Титов) (июнь 1925—1928)
- Антоний (Марценко) (22 августа 1941 — март 1944)
- Фотий (Топиро) (26 декабря 1944 — февраль 1945)
- Михаил (Рубинский) (29 апреля 1945 — 28 декабря 1946)
- Сергий (Ларин) (нач. 1947 — 30 октября 1947)
- Филипп (Ставицкий) (30 октября 1947 — 12 декабря 1947) номинально, назначения не принял
- Фотий (Топиро) (12 декабря 1947 — 3 августа 1948)
- Никон (Петин) (3 августа 1948 — 16 апреля 1956) до 1949 — в/у, еп. Ворошиловградский
- Борис (Вик) (25 апреля 1956 — 16 апреля 1965)
- Антоний (Мельников) (5 февраля — 25 мая 1965) в/у, еп. Белгород-Днестровский
- Сергий (Петров) (25 мая 1965 — 7 октября 1976)
- Леонтий (Гудимов) (20 февраля 1991 — 16 марта 1992)
- Лазарь (Швец) (16 марта — 6 апреля 1992) в/у, архиепископ Одесский
- Иларион (Шукало) (6 апреля 1992 — 12 октября 1996)
- Иларион (Шукало) (12 октября 1996 — 22 июня 1997) в/у, митрополит Донецкий
- Иов (Смакоуз) (22 июня 1997 — 30 марта 1999)
- Ионафан (Елецких) (30 марта 1999 — 22 ноября 2006)
- Иоанн (Сиопко) (22 ноября 2006 — 11 ноября 2008)
- Иларий (Шишковский) (11 ноября — 17 ноября 2008)
- Иоанн (Сиопко) (с 17 ноября 2008)

## Современное состояние
Правящий архиерей с 23 ноября 2006 года (с перерывом с 11 ноября 2008 года до 17 ноября того же года) —  митрополит Херсонский и Таврический Иоанн (Сиопко).
Кафедральный собор —  местом постоянного служения правящего архиерея является Свято-Духовский собор (Херсон).

### Периодические издания
- Газета «Православная Таврия»